# Idioma nganasan
El nganasan (en ruso нганасанский, anteriormente denominado тавгийский (tavgiyski) o тавгийско-самоедский (tavgiysko-samoyedski)) lo habla la etnia tavgi en Rusia. Actualmente, es un idioma moribundo, hablado en 2010 por solo 125 de los 860 nganasán que viven en la parte suroeste y central de la península Taymyr (en el norte de Siberia).